# Szidiropulosz Archimédesz
Szidiropulosz Archimédesz (Ptolemaída, 1944. április 11. –) görög származású magyar történész, szociológus és tanár. Kutatási területe a trianoni békeszerződés, valamint gróf Károlyi Mihály és gróf Tisza István párhuzamos politikai életpályájának vizsgálatát foglalja magában.

## Életrajza
Egy észak-görögországi kisvárosban, Ptolemaídában született, de Magyarországon él 1948 óta. A budapesti Eötvös József Gimnáziumban érettségizett 1962-ben, majd az ELTE BTK történelem–orosz szakán kapott tanári diplomát 1967-ben. 1981-ben szerezte második diplomáját az ELTE szociológia szakán. 1970-től 1982-ig a fővárosi József Attila Középiskolai Kollégium nevelőtanáraként dolgozott. 1982-től a fővárosi kollégiumok szakfelügyelője, 1986-tól a Fővárosi Pedagógiai Intézet vezető tanácsadója, óraadóként politológia és szociológia tárgyakat oktatott 2013-ig. 2015. június 4-től a Magyarországi Görögök Országos Önkormányzata megbízta a Magyarországi Görögök Kutatóintézetének vezetésével. Nős, házastársa Kolczonay Katalin, két lánya és két unokája van.

## Tudományos és társadalmi tevékenysége
A 80-as években végzett szociológiai kutatásai eredményeként a modern görög diaszpóra, illetve az 1940-es évek végén létrejött politikai emigráció kérdéseinek témakörében jelentek meg írásai. Az Ithaka partjai. A kisebbségi lét dimenziói címmel megjelent könyvében a kelet-európai görög emigráció kialakulásának körülményeit dolgozta fel, melynek alapjául az 1985–86-ban ösztöndíjasként Görögországban végzett kutatásai szolgáltak. Az önálló szociológiai kutatások a tragikus kivándorlás okainak és következményeinek vizsgálatára, továbbá a népesség szociológiai jellemzőinek, beilleszkedésüknek, kisebbségi létük dimenzióinak és a repatriáció utáni visszailleszkedésük jellemzőinek a vizsgálatára irányult. A magyarországi görögök 56-os szerepét és magatartását elemző könyve levéltári források felhasználásán, valamint több mint ötven interjú szociológiai feldolgozásán alapul, 1997-ben jelent meg 1956 – Görögök a forradalomban címmel. 1998 óta kutatási területe Trianon, e témában három kötete jelent meg Trianon utóélete címmel. 2004-ben a Koltay Gábor rendezésében készült Velünk élő Trianon című 14 részes dokumentumfilm-sorozat szakértője volt.
2003 decemberében a Kossuth Rádió Görög Hét című műsorának tolmács-szerkesztője volt.
Raffay Ernővel együtt hozta létre 2007-ben a Trianon Kutatóintézet Közhasznú Alapítványt, melynek jelenleg is kuratóriumi elnöke, emellett a Trianoni Szemle című negyedéves folyóirat főszerkesztője. A szerkesztőség tagjai – a főszerkesztő mellett – Domonkos László, Raffay Ernő, Sipos Endre, Medvigy Endre, illetve Kolczonay Katalin olvasószerkesztő is. A szerkesztőbizottság tagjai továbbá Batta György, Matuska Márton és Vári Fábián László. Haláláig a szerkesztőség tagja volt Skultéty Csaba, Zeke Gyula, valamint Fábián Gyula.
Munkásságáért 2007-ben a Magyar Szellemi Védegylet „Rendületlenül” diplomát adományozott számára. Kiemelkedő kollégiumi pedagógiai munkája elismeréseként Tessedik Sámuel-díjat kapott 2011-ben, majd 2013-ban a Bethlen Gábor Alapítvány Teleki Pál-érdeméremmel tüntette ki. 2021-ben a Magyar Érdemrend lovagkeresztje kitüntetést és a Szent István-díjat vehette át.

## Főbb művei, publikációi
- Ithaka partjai. A kisebbségi lét dimenziói. Budapest, Eötvös, 1990. 122 p. ISBN 963-782-01-16
- 1956 – Görögök a forradalomban. A Magyarországi Nemzeti és Etnikai Kisebbségekért Közalapítvány támogatásával jelent meg. Budapest, Flaccus, 1997. 189 p.  helytelen ISBN kód: 963-857-89-14
- Trianon utóélete. Válogatás a magyar nyelvű irodalom bibliográfiájából 1920–2000. Budapest, XX. Század Intézet – Kairosz, 2002. 262 p. ISBN 963-940-63-76
- Trianon utóélete. Házból, hazából kirekesztett. Irodalmi szemle. Budapest, XX. Század Intézet – Kairosz, 2003. 372 p. ISBN 963-948-45-71
- Trianon utóélete. A magyar társadalom Trianon-képe az ezredfordulón. Budapest, Kairosz, 2004. 453 p. ISBN 963-956-85-89
- Raffay Ernő – Szidiropulosz Archimédesz (szerk.): Trianon átírta Európát. Trianon Kutatóintézet – Kairosz, 2008. 128 p. ISBN 978-963-662-132-2
- Szebenyi Péter – Szidiropulosz Archimédesz: A pedagógiai szolgáltatások helyzete és szerepe. A fővárosi és Vas megyei kutatás tapasztalatai. Budapesti Nevelő 1998/2.
- Magyarság, nemzetiségi lét, európaiság. In: Témavázlatok. Segédanyag a kollégiumi alapprogram műveltségterületeinek feldolgozásához. Budapest, Fővárosi Pedagógiai Intézet, 2005.
- Szidiropulosz Archimédesz – Vopaleczky György: A szakképzés és a fiatalok munkaerőpiaci helyzete. In.: Szakképzés, munkaerőpiac és társadalmi közérzet. Empirikus kutatás a pályakezdő fővárosi fiatalok körében. Budapest, Fővárosi Pedagógiai Intézet, 1995.
- Dr. Bihari Mihály – Szidiropulosz Archimédesz: Politológia. Tantervi program és szöveggyűjtemény középiskolák és középfokú kollégiumok számára. A Közoktatási Modernizációs Alapítvány támogatásával jelent meg. Budapest, Flaccus, 1997. 215 [3] p. ISBN 963-85-7890-4
- A magyarországi görög kisebbség szociokulturális jellemzői. In: Tanulmányok a magyarországi bolgár, görög, lengyel, örmény, ruszin nemzetiség néprajzából 2. Szerk. Eperjessy Ernő. Magyar Néprajzi Társaság, 1998. 42–77.
- A mai magyar társadalom Trianon-képe. In: Studia Caroliensia. Szerk. Popély Gyula. Budapest, 2003/1–2, 166–174.
- Velünk élő Trianon. Dokumentumfilm-sorozat, időtartama: 14×52 perc. Rendező: Koltay Gábor. Budapest, Korona Film, 2004.
- A magyar önismeret útja? Trianon. Gondolatok, kételyek, kérdőjelek… In: Sajó Sándor, a honszerető költő és pedagógus. Nemzeti sorskérdések a XX. század Európájában c. konferencia előadásai. 2008. november 14. Palóc Társaság Könyvek 1. Sorozatszerkesztő: Z. Urbán Aladár. Budapest, 2008.
- Trianoni utószámvetés. In: Erdélyi Református Naptár a 2010. évre. Szerk. Tonk István. Kolozsvár, Erdélyi Református Egyházkerület, 2009.
- Az istenszéke alatt. Kósa Bálint fametszetei, Szerk. Fábián Gyula, Kolczonay Katalin, Magyari Gábor, Szidiropulosz Archimédesz. Budapest, Hanga Stúdió – Trianon Kutatóintézet, 2009
- Küzdelem utolsó vérig – Gróf Tisza István pályája beszédeiben, leveleiben és visszaemlékezésekben, Budapest, Trianon Kutatóintézet – L’Harmattan, 2020, 296. o.,ISBN 9789634146421

## ATrianoni Szemlébenmegjelent publikációi
- Obstrukció és összeomlás, Trianoni Szemle, I. évfolyam, Budapest, Trianon Kutatóintézet, 2009/1. és 2. szám, 14–27. o., 16–37. o.
- Szabadelvűség Trianon előtt, Trianoni Szemle, I. évfolyam, Budapest, Trianon Kutatóintézet, 2009/4. szám, 14–25. o.
- Trianon-képünk az országos napilapok tükrében, Trianoni Szemle, II. évfolyam, Budapest, Trianon Kutatóintézet, 2010/3. szám, 5–16. o.
- Vlasis Agtzidis: A török nacionalizmus megjelenése és a keleti keresztény népirtás, Fordította és az előszót írta: Szidiropulosz Archimédesz. Trianoni Szemle, II. évfolyam, Budapest, Trianon Kutatóintézet, 2010/1–2–3. szám.
- Az államférfi és az ember, Trianoni Szemle, IV. évfolyam, Budapest, Trianon Kutatóintézet, 2012. január–december (összevont szám), 47–56. o.
- Ad acta, Trianoni Szemle, IV. évfolyam, Budapest, Trianon Kutatóintézet, 2012. január–december (összevont szám), 76–79. o.
- Magyarország nem németbarátságból lépett a háborúba – Beszélgetés Szakály Sándor történésszel, Trianoni Szemle, IV. évfolyam, Budapest, Trianon Kutatóintézet, 2012. január–december (összevont szám), 125–135. o.
- Seton-Watson félfordulata, Trianoni Szemle, V. évfolyam, Budapest, Trianon Kutatóintézet, 2013. január–június (dupla szám), 137–138. o.
- Tisza István politikai jellemrajza, Trianoni Szemle, V. évfolyam, Budapest, Trianon Kutatóintézet, 2013. július–december (dupla szám), 64–73. o.
- Korabeli hírek /forrás/ (szerk.) Trianoni Szemle, V. évfolyam, Budapest, Trianon Kutatóintézet, 2013. július–december (dupla szám), 86–95. o.
- Miért hiúsultak meg Tisza István román tárgyalásai? Trianoni Szemle, VI. évfolyam, Budapest, Trianon Kutatóintézet, 2014. január–június, 2014/1. szám. 37–48. o.
- Előszó Kozma Miklós memoárjához, Trianoni Szemle, VI. évfolyam, Budapest, Trianon Kutatóintézet, 2014. január–június, 2014/1 szám. 92–93. o.
- P. Ábrahám Dezső gróf Tisza Istvánról, Trianoni Szemle, VI. évfolyam, Budapest, Trianon Kutatóintézet, 2014/3. és 4. szám.  39. o.
- Diplomáciai okmányok tanúsága – avagy hogyan készítették elő a merényletet? Trianoni Szemle, VI. évfolyam, Budapest, Trianon Kutatóintézet, 2014/3. és 4. szám. 42. o.
- Vendéglő, emlékpark, roncsautók – Szigligeti beszélgetés, Trianoni Szemle, VI. évfolyam, Budapest, Trianon Kutatóintézet, 2014/3. és 4. szám. 183. o.
- Trianon a világ bűne – Döbrentei Kornéllal beszélget Szidiropulosz Archimédesz, Trianoni Szemle, VII. évfolyam, Budapest, Trianon Kutatóintézet, Évkönyv 2015, 9–21. o.
- A függetlenség ára – Fricz Tamás politológussal beszélget Szidiropulosz Archimédesz, Trianoni Szemle, VII. évfolyam, Budapest, Trianon Kutatóintézet, Évkönyv 2015, 59–65. o.
- Trianon egy szabadkőműves klikknek a műve – interjú Fejtő Ferenccel, Trianoni Szemle, VIII. Évfolyam, Budapest, Trianon Kutatóintézet, Évkönyv 2016, 143–150. o.
- Önámítás és a démoni szellem – Az összeomlás útja, Trianoni Szemle, IX. Évfolyam, Budapest, Trianon Kutatóintézet, 2017/1. és 2. szám, 6–19. o.
- Tisza István második miniszterelnökségének mérlege (1913–1917), Trianoni Szemle, X. Évfolyam, Budapest, Trianon Kutatóintézet, 2018/1. és 2. szám, 26–32. o.

## Díjak, elismerések
- Tessedik Sámuel-díj (2011)
- A Magyar Érdemrend lovagkeresztje (2021)[6]
- Szent István-díj (2021)[1]